# Acta Botanica Slovaca
Acta Botanica Slovaca (abreviado Acta Bot. Slov.) es una revista con ilustraciones y descripciones botánicas que es publicada en Bratislava  desde 1978 hasta ahora, con el nombre de Acta Botanica Slovaca, Series A, Taxonomica, Geobotanica. Fue precedida por Acta Instituti Botanici, Academiae Scientiarum Slovacae